# Claes-Henrik Silfver
Claes-Henrik Silfver, född 3 november 1958, är en före detta ishockeyspelare (forward) som representerade hela sin karriär i Färjestads BK mellan 1976 och 1989. Han var med och vann tre SM-titlar, 1981, 1986 samt 1988. Silfver var även med i J-VM 1978 där laget vann en silvermedalj.